# Josef Danilowatz

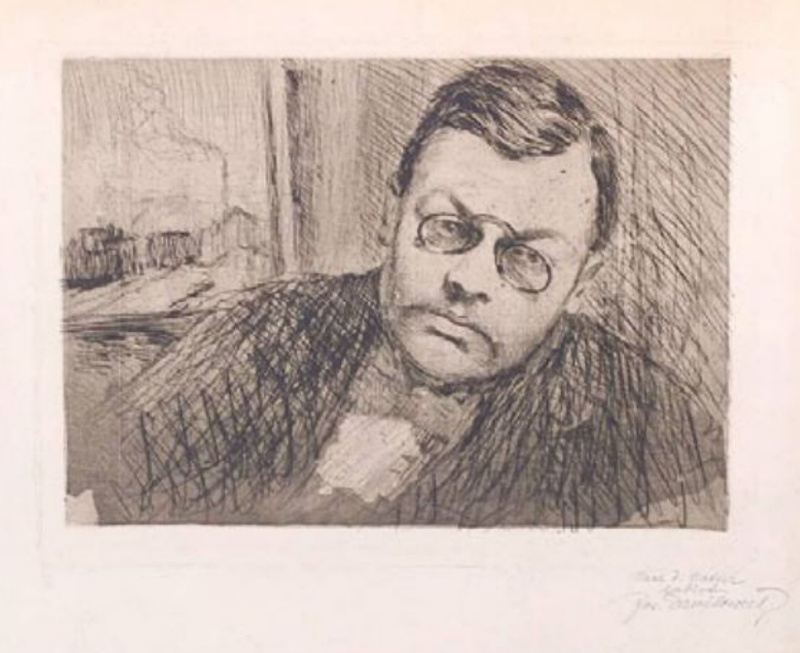
Selbstporträt von Josef Danilowatz

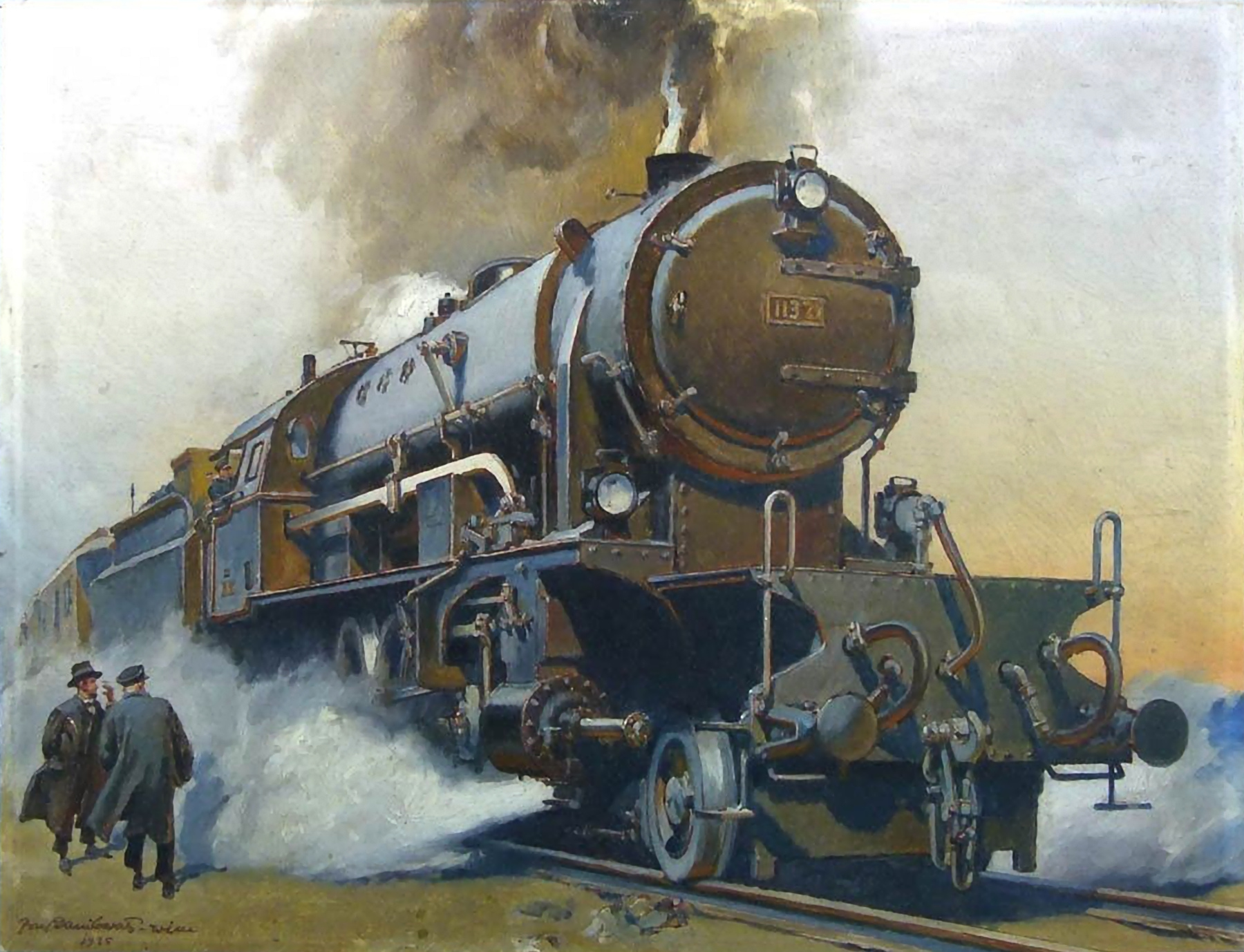
Lokomotive der BBÖ-Reihe 113, Gemälde von 1925

Josef Danilowatz (* 22. November 1877 in Wien; † 20. November 1945 ebenda) war ein österreichischer Maler und Zeichner.

## Leben und Werk

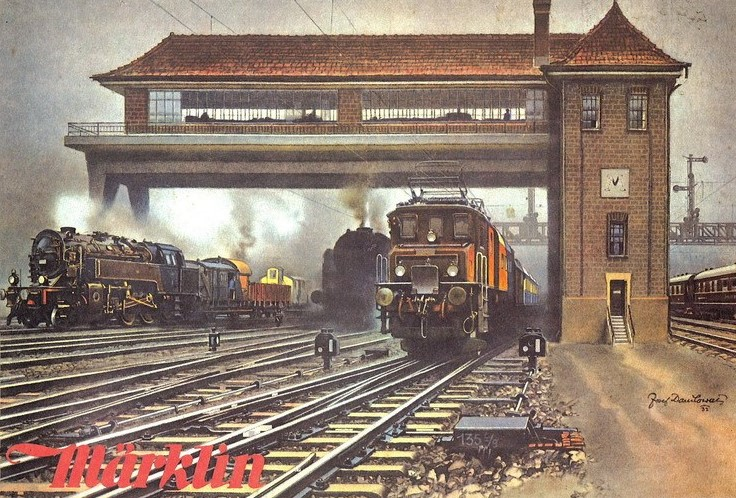
Umschlaggestaltung des Märklin-Modelleisenbahn-Katalogs von 1932, rechts signiert von Josef Danilowatz

Josef Danilowatz war der Sohn eines serbischen Friseurs. Er studierte an der Akademie der bildenden Künste in Wien bei Siegmund L’Allemand und William Unger. Danach war er als Grafiker und Karikaturist der Wochenzeitschrift Die Muskete tätig, wodurch er einige Beliebtheit erreichte. Ab 1919 schuf er auch Karikaturen für die in Wien erscheinende Satirezeitschrift Der Götz von Berlichingen. Danilowatz hielt sich öfters in Triest auf, wo er Schiffe und Hafeneinrichtungen zeichnete. Sein technisches Interesse führte dazu, dass er Illustrationen in diesem Bereich schuf. Die größte Beliebtheit erreichte er durch die von ihm zwischen 1930 und 1940 gestalteten Titelseiten der Modelleisenbahnkataloge der Firma Märklin.
Josef Danilowatz war mit Maria Lasus verheiratet, die nach den nationalsozialistischen Rassengesetzen als „Halbjüdin“ galt. Nach seinem Tod erhielt er ein ehrenhalber gewidmetes Grab auf dem Döblinger Friedhof (Gruppe 2, Reihe 3, Nummer 1) in Wien.
1955 wurde die Danilovatzgasse in Wien-Meidling und Liesing nach ihm benannt.